# Europejskie Dni Dziedzictwa
Europejskie Dni Dziedzictwa – wspólna inicjatywa Rady Europy i Unii Europejskiej, mająca na celu promowanie zabytków. W projekcie uczestniczą wszystkie państwa członkowskie Rady Europy, w tym także Polska, która włączyła się do akcji w 1993 roku. Europejskie Dni Dziedzictwa to największy w Europie projekt społeczno-edukacyjny, a także najważniejsze święto zabytków kultury Starego Kontynentu. Głównym celem EDD jest szeroko pojęta edukacja historyczna i kulturalna, promowanie różnorodności regionalnego dziedzictwa kulturowego, podkreślenie wspólnych korzeni kultury europejskiej oraz propagowanie dialogu międzykulturowego. Co roku we wrześniu kraje, w których odbywa się to wydarzenie, udostępniają do zwiedzania szerokiej publiczności liczne zabytki i miejsca kultury, a także organizują wykłady, wystawy i inne imprezy towarzyszące skierowane do różnorodnej grupy odbiorców, co nadaje wydarzeniu uniwersalnego wymiaru.

## Historia inicjatywy
Idea Europejskich Dni Dziedzictwa narodziła się 3 października 1985 roku w Grenadzie podczas II Konferencji Rady Europy. Francuski minister kultury zaproponował wtedy rozszerzenie na całą Europę zainicjowanych we Francji rok wcześniej Dni Otwartych Zabytków, podczas których po raz pierwszy wszyscy mogli bezpłatnie zwiedzać obiekty niedostępne na co dzień. Przez kolejne lata inicjatywa ta cieszyła się dużym zainteresowaniem i poparciem społecznym. W 1991 roku zainspirowało to Radę Europy do ustanowienia Europejskich Dni Dziedzictwa. W 2007 roku wzięło w nich udział ponad 22 miliony Europejczyków.
Organizatorzy Europejskich Dni Dziedzictwa zapewniają bezpłatny dostęp do zabytków i innych obiektów kultury: muzeów, skansenów, parków, ogrodów, do których wstęp wiąże się z opłatami, lub które w innym czasie są niedostępne dla zwiedzających. Proponują także wiele innych atrakcji, takich jak: koncerty, wystawy, festyny historyczne, prezentacje ginących zawodów, wykłady, kiermasze wyrobów artystycznych i rzemieślniczych; zachęcają do obcowania z kulturą i zabytkami, popularyzują wśród społeczeństwa regionalne tradycje i zwyczaje. Dużym zainteresowaniem cieszą się imprezy lokalne.

## Europejskie Dni Dziedzictwa w Polsce
Koordynatorem Europejskich Dni Dziedzictwa w Polsce jest Narodowy Instytut Dziedzictwa, którego jednym z celów jest popularyzacja dziedzictwa kulturowego, edukacja społeczna i uwrażliwienie na problematykę ochrony zabytków.
W 2008 r. w ramach Europejskich Dni Dziedzictwa w Polsce odbyło się ponad 1800 imprez kulturalnych w 246 miejscowościach, uczestniczyło w nich prawie 400 tys. osób (o 100 tys. więcej niż w 2007 r.). Rok później odbyły się kolejne obchody EDD, których tematem była zabytkowa architektura obronna. Imprezy odbyły się w 300 miejscowościach i przyciągnęły ponad 246 tys. zwiedzających. Z roku na rok popularność Europejskich Dni Dziedzictwa wzrasta. Projekt cieszy się poparciem władz samorządowych, angażuje różne podmioty, instytucje kultury, nauki, edukacji, organizacje społeczne i osoby prywatne, łączy pokolenia. Wydarzenia organizowane w atrakcyjnych lokalizacjach, często z dużym rozmachem i przy udziale znanych osobistości świata kultury i nauki, przyciągają media lokalne i ogólnopolskie.
We wrześniu 2012 roku Polska już po raz 20. wzięła udział w Europejskich Dniach Dziedzictwa, których hasłem przewodnim były „Tajemnice codzienności”. Spot promujący EDD 2012 jest prawdopodobnie pierwszym w Polsce spotem reklamowym zrealizowanym przez instytucję kultury w technice 3D.

## Tematy Europejskich Dni Dziedzictwa w latach 2007–2022
- 2022 (30. edycja) – „Połączeni dziedzictwem”[5]
- 2021 –  „Smaki Dziedzictwa”[6]
- 2020 – „Moja droga”[7]
- 2019 – „Polski splot”[8]
- 2018 – „Niepodległa dla wszystkich”[9]
- 2017 – „Krajobraz dziedzictwa – dziedzictwo krajobrazu”[10]
- 2016 – „Gdzie duch spotyka się z przestrzenią – świątynie, arcydzieła, pomniki”
- 2015 – „Utracone dziedzictwo”
- 2014 – „Dziedzictwo – źródło tożsamości”
- 2013 – „Nie od razu Polskę zbudowano”
- 2012 – „Tajemnice codzienności”
- 2011 – „Kamienie milowe”
- 2010 – „Od pomysłu do przemysłu”
- 2009 – „Zabytkom na odsiecz! Szlakiem grodów, zamków i twierdz”
- 2008 – „Korzenie tradycji. Od ojcowizny do ojczyzny”
- 2007 – „Ludzie gościńca. Wędrowcy, pielgrzymi, tułacze”